# Церква Данії
Церква Данії або Церква Датського народу (дан. Dansk Folkekirke) — християнська церква лютеранської конфесії в Данії, яка має державний статус і підтримується державою. Вищу світську владу церкви становлять правлячий монарх і парламент Данії — Фолькетинг. На січень 2023 року, 72,1 % населення Данії є членами церкви, членство є добровільним.
Конституція Данії 1849 року визначила церкву як «Датську народну церкву» і вимагає, щоб держава як таку підтримувала. Датська церква продовжує зберігати історичний єпископат. Богословська влада належить єпископам: десяти єпископам у материковій Данії та одному в Гренландії, кожен із яких курирує свою єпархію.